# Ça fait pleurer le bon dieu
Pour les articles homonymes, voir Julien.
Albums de Julien Clerc
Liberté, égalité... ou la mort
(1972) Terre de France
(1974)
Ça fait pleurer le bon Dieu ou Julien est le cinquième album studio de Julien Clerc sorti en 1973.

## Titres
Julien (1973)
| 11 Titres   | 11 Titres                   | 11 Titres        | 11 Titres    | 11 Titres  | 11 Titres | 11 Titres | 11 Titres | 11 Titres | 11 Titres |
| No          | Titre                       | Paroles          | Musique      | Durée      |           |           |           |           |           |
| ----------- | --------------------------- | ---------------- | ------------ | ---------- | --------- | --------- | --------- | --------- | --------- |
| 1.          | Introduction                | Étienne Roda-Gil | Julien Clerc | 41 s       |           |           |           |           |           |
| 2.          | Heureux le marin qui nage   | Étienne Roda-Gil | Julien Clerc | 3 min 36 s |           |           |           |           |           |
| 3.          | Le Secret de l'amour        | Etienne Roda-Gil | Julien Clerc | 3 min 20 s |           |           |           |           |           |
| 4.          | Je sais que c'est elle      | Étienne Roda-Gil | Julien Clerc | 3 min 43 s |           |           |           |           |           |
| 5.          | Bec de Lièvre               | Étienne Roda-Gil | Julien Clerc | 3 min 42 s |           |           |           |           |           |
| 6.          | Radeau de Pierre            | Étienne Roda-Gil | Julien Clerc | 2 min 56 s |           |           |           |           |           |
| 7.          | Poissons morts              | Étienne Roda-Gil | Julien Clerc | 3 min 02 s |           |           |           |           |           |
| 8.          | Ce n'est pas                | Étienne Roda-Gil | Julien Clerc | 3 min 40 s |           |           |           |           |           |
| 9.          | Ça fait pleurer le bon dieu | Étienne Roda-Gil | Julien Clerc | 2 min 31 s |           |           |           |           |           |
| 10.         | Cécile                      | Maurice Vallet   | Julien Clerc | 2 min 40 s |           |           |           |           |           |
| 11.         | Vous                        | Étienne Roda-Gil | Julien Clerc | 4 min 06 s |           |           |           |           |           |
| 33 min 20 s |                             |                  |              |            |           |           |           |           |           |

## Certification
| Pays          | Certification | Date | Ventes certifiées |
| ------------- | ------------- | ---- | ----------------- |
| France (SNEP) | Or            | 1973 | 100 000           |